# Максимово (Вашкинский район)
Макси́мово — деревня в Вашкинском районе Вологодской области.
Входит в состав Пиксимовского сельского поселения, с точки зрения административно-территориального деления — в Пиксимовский сельсовет.
Расстояние по автодороге до районного центра Липина Бора — 47 км, до центра муниципального образования деревни Пиксимово — 7 км. Ближайшие населённые пункты — Екимово, Онево, Поповка.
По данным переписи в 2002 году постоянного населения не было.